# XO-3b
XO-3b és un exoplaneta amb una massa 11,79 cops la de Júpiter i una òrbita al voltant del seu planeta de 3,2 dies. El radi de l'objecte és 1.217 cops el de Júpiter. La seva gran mida es creu que és causat per la calor intensa de la seva estrella mare a una òrbita molt petita i a causa de l'elevada massa de l'objecte probablement irradia prou la seva calor interna inflant-lo. Els astrònoms varen anunciar el seu descobriment el 30 de maig del 2007 a la Societat Astronòmica Americana a Honolulu, Hawaii. El seu descobriment és atribuït a l'esforç combinat d'astrònoms amateurs i professionals treballant conjuntament en el projecte XO fent servir un telescopi ubicat a Haleakala.